# Fàbrica de Guix (Sallent)
La Fàbrica de Guix és un edifici del municipi de Sallent (Bages) inclosa en l'Inventari del Patrimoni Arquitectònic de Catalunya.

## Descripció
Es tracta d'un edifici d'una planta baixa, dos pisos i les golfes. A la part de darrere s'hi troba l'antic magatzem i el lloc de descarregar; al costat, una xemeneia quadrada feta de totxo, mentre que l'edifici és de pedra.

## Història
Les mines que subministraven el material a la fàbrica, que estan situades a la muntanya que es veu a la fotografia, eren explotades des del segle xiv.